# 89734 Orsoperuzzi
89734 Orsoperuzzi este o planetă minoră (asteroid), cu un diametru de 2,635 km, din centura de asteroizi. A fost descoperită pe 4 ianuarie 2002 la osservatorio astronomico della Montagna Pistoiese⁠(d) de Maura Tombelli⁠(d). 
Obiectul prezintă o orbită caracterizată de o semiaxă mare de 2,5081263076808 UAi, o excentricitate de 0,14479006506527, o înclinație de 5,4891013040774 ° în raport cu ecliptica.